# NORD-1

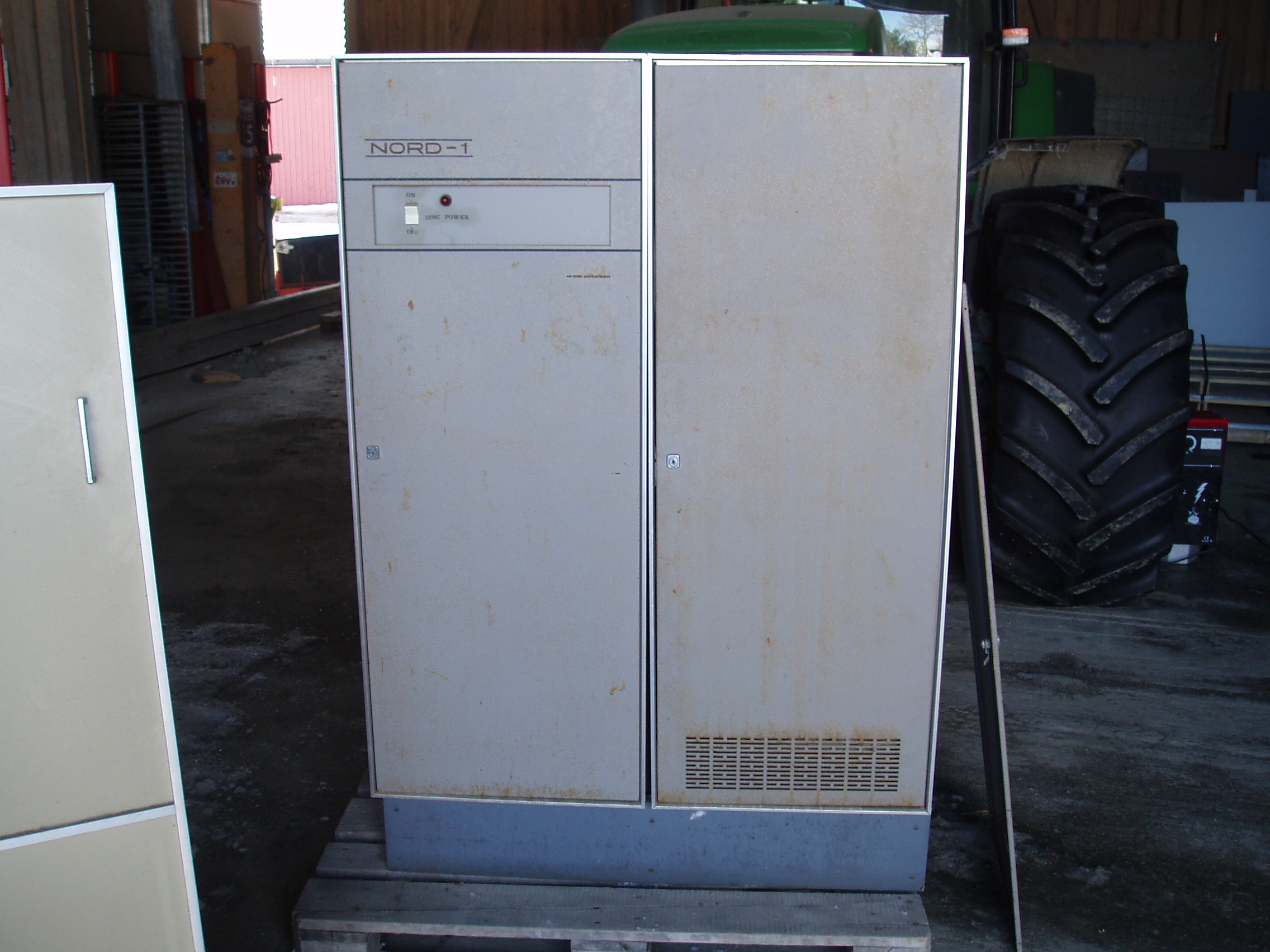
Der NORD-1

Die NORD-1 ist ein Minicomputer des  norwegischen Unternehmens Norsk Data in 16-Bit-Architektur, der etwa von 1968–1971 hergestellt wurde.
Der erste NORD-1 wurde für das Antikollisisionssysten NORCONTROL auf dem russischen Eisbrecher Taimyr eingebaut, wo es sich als sehr zuverlässig für seine Zeit herausstellte.
Die Nachfolger des Systems sind die NORD-5 und die NORD-10.